# Herbert Ender

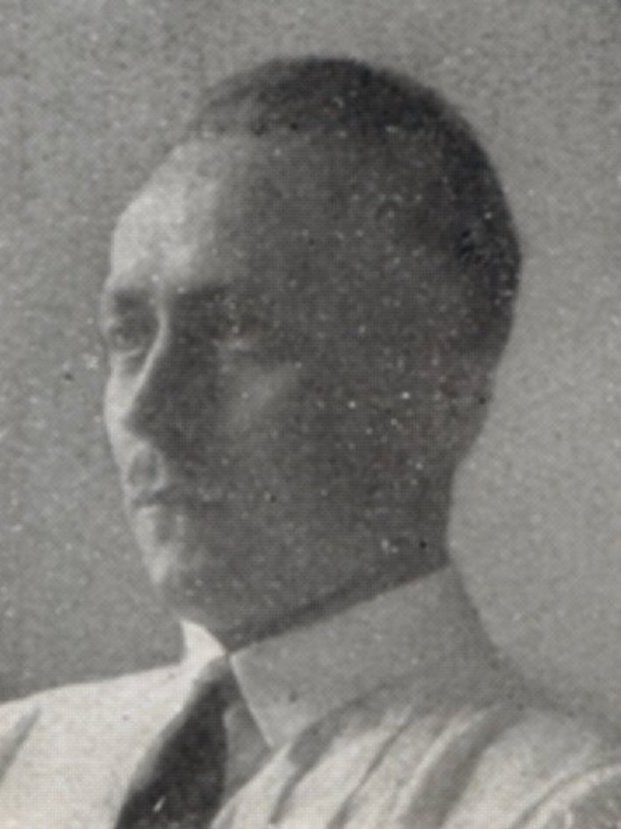
Herbert Ender

Herbert Ender (* 16. Juni 1901 in Borstendorf; † 26. Dezember 1969 in Murnau am Staffelsee) war ein deutscher Politiker (NSDAP) und Parteifunktionär. Er ist nicht zu verwechseln mit dem gleichnamigen SA-Führer Herbert Ender (1903–1934), der 1934 im Zuge der Röhm-Affäre erschossen wurde. 

## Leben
Nach dem Besuch der Volksschule in Borstendorf absolvierte Ender eine Handwerkslehre als Tischler. Anschließend ging er auf Wanderschaft in Norddeutschland. Später wurde er an der Spielwarenfachschule in Grünhainichen und in den Deutschen Werkstätten Hellerau kunsthandwerklich ausgebildet.
1922 ließ Ender sich als Fabrikant in Borstendorf nieder und stellte Spielwaren und Kunstgewerbe her und betrieb Exporthandel. Zum 3. September 1925 trat er in die NSDAP ein (Mitgliedsnummer 17.711).
Vom Juli 1932 bis zum November 1933 saß Ender als Abgeordneter seiner Partei für den Wahlkreis 30 (Chemnitz-Zwickau) im Reichstag. Später wurde er bis zu seiner Ernennung zum Fachberater für Wirtschaftspolitik im NSDAP-Gau Sachsen im Mai 1933 ehrenamtlicher NSDAP-Kreisleiter im Kreis Flöha. Ferner war er Gemeindeabgeordneter und Mitglied des Sächsischen Gemeindetages.
1933 wurde er als Gauwirtschaftsberater in Sachsen nach Dresden berufen. Sein Nachfolger als Kreisleiter in Flöha wurde Siegfried Oehme. 1935 führte ein Konflikt mit Gauleiter Martin Mutschmann zum Umzug nach Feldafing/Bayern und zur Übergabe seines Borstendorfer Betriebs an seinen Bruder. Von 1935 bis 1939 war er Berater in Wirtschaftsfragen. 1937 erfolgte seine Aufnahme in die SS. Sein letzter Dienstgrad war Sturmbannführer (1939). Der Eintritt in die SS brachte nicht den erwarteten Schutz vor Mutschmanns Verfolgung.
1939 wurde eine Beteiligung an einem Betrieb in Berlin durch Parteistellen verhindert. 1941 erwarb er einen Textilbetrieb in Brünn.
Im Februar 1943 wurde er zur Wehrmacht einberufen. Es folgten Einsätze in Russland (EK II) und Frankreich. Sein letzter Dienstgrad war Leutnant.
1945 bis 1948 war er in amerikanischer Kriegsgefangenschaft und Internierung aufgrund seiner NSDAP-Tätigkeit. In der Entnazifizierung wurde er als minderbelastet eingestuft.
Auf dem Gebiet von Kunststoffanwendungen machte er einige Erfindungen.